# Abbaye royale Saint-Michel de Bois-Aubry
Pour les articles homonymes, voir Abbaye Saint-Michel et Saint-Michel.
 (mai 2012).
Si vous disposez d'ouvrages ou d'articles de référence ou si vous connaissez des sites web de qualité traitant du thème abordé ici, merci de compléter l'article en donnant les références utiles à sa vérifiabilité et en les liant à la section « Notes et références ».
L’ancienne abbaye royale Saint-Michel de Bois-Aubry est un monument historique classé datant du début du XIIe siècle situé à Bois-Aubry, en France dans la commune de Luzé, dans le département d'Indre-et-Loire, en région Centre-Val de Loire,.
L'abbaye est remarquable sur trois plans :
- historique : histoire médiévale et monachisme ;
- artistique : architecture sacrée, architecture romane, architecture gothique ;
- culturel : cimetière dans lequel reposent les cendres de l'acteur hollywoodien Yul Brynner.

## Bref aperçu historique
Située non loin de la cité de Richelieu, dans un cadre naturel, l'abbaye royale Saint-Michel-de Bois-Aubry est un riche témoin historique du passage de l'érémitisme (oratoire très ancien dédié à saint Michel, auprès duquel l'ermite Roberto se retira dans les dernières années du XIe siècle) au cénobitisme (donation par le seigneur Brice du Chillou en 1118, le prieuré d'origine fut érigé en abbaye en 1138), ainsi que de l'organisation monastique (Ordre tironien et application de la règle de saint Benoît de Nursie).
Mentionnée à plusieurs reprises par les papes Eugène III et Alexandre III, l'abbaye traversa, non sans maux, la guerre de Cent Ans et conquit ses lettres royales sous les couronnes des rois Louis XI et Charles VIII (le jubé de l'abbatiale porte leurs armes) qui participèrent à son embellissement.
Après avoir connu l'abbatiat de Charles de Ronsard en 1544 (le frère du poète), l'abbaye traversa, cette fois encore, les guerres de Religion, la Révolution française, les rapines qui s'ensuivirent et les maltraitances des temps modernes.

### Monastère orthodoxe (1978-2006)
En 1978, les bâtiments de l'abbaye furent achetés par une communauté monastique orthodoxe qui occupa les lieux jusqu'en 2006. Cette communauté perdure encore à proximité dans les bâtiments appelés « le Moutier neuf ». Elle créa sur le domaine un cimetière dans lequel furent déposées, en 1990, les cendres du célèbre acteur Yul Brynner. Pendant cette période (1978-2006), plusieurs campagnes de travaux furent entreprises grâce à l'activité des moines orthodoxes et au prix du concours « chefs-d’œuvre en péril » de 1983 : dégagements de la nef de l'abbatiale, du jubé et de la salle capitulaire; restauration du remplage de la chapelle du transept Sud, de la voute du transept Nord ainsi que de sa toiture; réparation de la voute et d'une partie du banc de la salle capitulaire; en l'an 2000 : réparation complète du clocher et de sa flèche  octogonale en pierre. (DRAC Région Centre-Val de Loire). Au cours de ces travaux un gisant du XIIe siècle a été découvert.
Du fait d'un contrat de location de photocopieuses trop onéreux, le monastère est placé en redressement judiciaire en 2004.

### Propriété privée (depuis 2006)
Depuis fin 2006, le site de l'abbaye est la propriété de Marc-Olivier Gribomont.

## L'abbaye et l'art
Sur le plan architectural, l'abbaye est un riche témoin à la fois du style roman (XIIe siècle) et du style gothique (XIVe et XVe siècles), mais aussi de leurs déclinaisons puisqu'on y retrouve des éléments marquants de style roman tardif, gothique rayonnant et gothique flamboyant.
L'abbaye, dont l'appareil est en pierre de tuffeau, est célèbre pour : 
- son haut clocher hors œuvre à la flèche de pierre (XIVe siècle) ;
- son abbatiale et son jubé ;
- son cloître (XIIe siècle), sa salle capitulaire (XIIe siècle) avec sa colonne romaine (IIIe siècle), et son Hostellerie des convers(XIIe et XVe siècles) ;
- ses fortifications massives (XVe siècle) ;
- sa salle à écho (XIIe et XVIe siècles).

Enfin, l'abbaye présente la riche décoration traditionnelle des édifices sacrés (piscines, modillons, culots, clefs de voûte, niches à dais, oculi), ainsi que certaines pièces remarquables par leur caractère exceptionnel (l'abreuvoir pour pigeons, la clef de voûte de l'Homme vert).

## L'abbaye et Yul Brynner
Les cendres de l'acteur Yul Brynner (Les 7 Mercenaires, Les 10 Commandements, Anna et le Roi, Taras Bulba, Les Frères Karamazov, Anastasia, Salomon et la reine de Saba, etc.) reposent dans le cimetière privé de l'abbaye.

## L'abbaye aujourd'hui
Actuellement, le site de l'abbaye royale Saint-Michel de Bois-Aubry est un site privé ; il est ouvert au public : des visites guidées sont organisées sous certaines conditions.